# Lemmings Paintball
Lemmings Paintball est un jeu vidéo d'action développé par Visual Sciences et édité par Psygnosis en 1996 sous Windows.
L'univers de la série Lemmings se voit décliné dans un jeu d'action en 3D isométrique teinté de réflexion.